# Macledium gossweileri
Macledium gossweileri là một loài thực vật có hoa trong họ Cúc. Loài này được (S.Moore) S.Ortiz mô tả khoa học đầu tiên năm 2001.